# Décade (physique)
Pour les articles homonymes, voir Décade.
Une décade est un facteur de 10 entre deux nombres. C'est un concept important dans les représentations graphiques de type logarithmiques, en particulier pour les fréquences, par exemple lorsque nous décrivons la réponse en fréquence d'un système électronique, tels qu'un amplificateur audio ou un filtre électronique.
En physique, la signification est légèrement différente : elle représente l'intervalle compris entre 10D inclus et 10D+1 exclus, où D est un nombre réel quelconque. Par exemple, [1 Hz;10 Hz[ est une décade, de même que [10nF;100nF[.

## Calculs
Le facteur de 10 d'une décade peut s'interpréter dans les deux directions : la décade supérieure de 100 Hz est 1 000 Hz, et la décade inférieure est 10 Hz. Ce facteur de 10 est la notion importante, et indépendante de l'unité utilisée, ainsi 3,14 rad/s est une décade en dessous de 31,4 rad/s.
Pour déterminer le nombre de décades entre deux valeurs, on doit calculer le logarithme du ratio entre les deux valeurs :
Nombre de décades entre 15 rad/s et 150 000 rad/s
{\displaystyle \log _{10}\left({\frac {150\;000}{15}}\right)=4~{\text{décades}}}
Nombre de décades entre 3,2 GHz et 4,7 MHz
{\displaystyle \log _{10}\left({\frac {4,7\times 10^{6}}{3,2\times 10^{9}}}\right)=-2,83~{\text{décades}}}
Nombre de décades pour une octave
Une octave est un facteur 2, donc {\displaystyle \log _{10}(2)=0,301~{\text{décade par octave}}}
Pour déterminer le rapport de valeurs défini par un nombre de décades, on doit multiplier par la puissance de 10 correspondante :
Fréquence de 3 décades en dessous de 220 Hz
{\displaystyle 220\times 10^{-3}=0,22~{\text{Hz}}}
valeur de 1,5 décade au-dessus de 10
{\displaystyle 10\times 10^{1,5}=316,23~}
Pour trouver la valeur d'un pas d'un certain nombre de fréquences par décade, élever à la puissance de 10 l'inverse du pas :
Valeur d'un pas pour 30 pas par décade
{\displaystyle 10^{\frac {1}{30}}=1,079775~}, soit un rapport d'augmentation de 7,9775 %.

## Représentation graphique et analyse

Diagramme de Bode montrant le concept de la décade : les graduations principales de l'axe horizontal sont espacées d'une décade.

Les décades d'une échelle logarithmique sont souvent préférées aux pas unitaires et autres échelles linéaires pour représenter graphiquement la réponse fréquentielle d'un circuit électronique ; on peut citer le diagramme de Bode, qu'il ne serait pas pratique de représenter sur une large bande de fréquences à l'aide d'une échelle linéaire. Par exemple, un amplificateur audio a généralement une bande de fréquence de 20 Hz à 20 kHz, et représenter entièrement cette plage en utilisant une échelle logarithmique est plus commode. Typiquement le tracé de cette application commence à 1 Hz (100), jusqu'à 100 kHz (105), pour inclure entièrement le spectre audio sur un graphique de taille raisonnable, avec une marge. La même taille de graphique en échelle linéaire, avec un pas de 10 Hz, permettrait seulement d'afficher le spectre de 0 à 50 Hz.
Les réponses en fréquence de systèmes électroniques sont souvent décrites « par décade ». L'exemple ci-dessus du diagramme de Bode montre une pente de −20 dB/décade après la fréquence de coupure, ce qui signifie que pour une augmentation d'un facteur 10 de la fréquence (par exemple de 10 rad/s à 100 rad/s sur la figure), le gain diminue de 20 dB.